# Alfred Körner
Alfred Körner (Viena, 14 de fevereiro de 1926 — Viena, 23 de janeiro de 2020) foi um futebolista austríaco que atuava como atacante.

## Carreira
Körner competiu na Copa do Mundo FIFA de 1954, sediada na Suíça, na qual a seleção de seu país terminou na terceira colocação dentre os dezesseis participantes.

## Morte
Morreu no dia 23 de janeiro de 2020, aos 93 anos.

## Títulos
- Campeonato Austríaco: 1946, 1948, 1951, 1952, 1954, 1956, 1957
- Copa da Áustria de Futebol: 1946